# Luyego
Luyego es un municipio y lugar español de la provincia de León, en la comunidad autónoma de Castilla y León. Cuenta con una población de 554 habitantes (INE 2024).

## Localidades

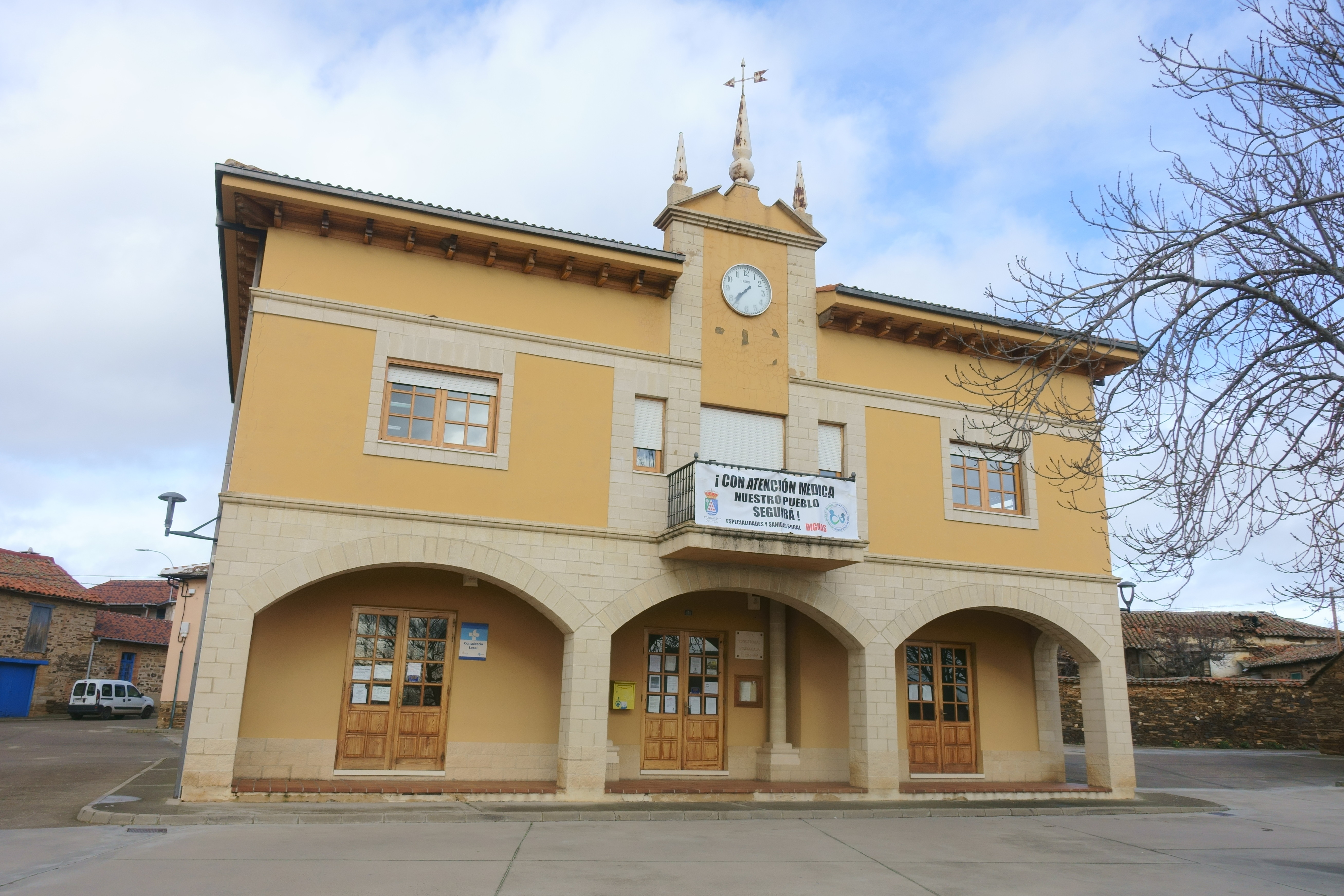
Casa consistorial

El municipio de Luyego está formado por seis localidades:
- Luyego de Somoza
- Quintanilla de Somoza
- Villalibre de Somoza
- Villar de Golfer
- Priaranza de la Valduerna
- Tabuyo del Monte

Los cuatro primeros forman parte del territorio histórico de la Maragatería y los dos últimos de La Valduerna.

## Datos de interés
De los 132 km² de extensión, 30 han sido expropiados por el Ministerio de Defensa y se utilizan para el Campo de Maniobras y Tiro de El Teleno. El territorio ofrece una gran diversidad de paisajes. En el valle del Duerna predominan los prados y los chopos, al lado de tierras de regadío. Las tierras más altas y secas se dedican a los cereales, básicamente centeno. En el resto, el monte bajo de urz es mayoritario, aunque los robles se extienden desde los valles, ocupando manchas importantes. También las encinas, sobre todo en el río Peces. Por último, la zona más al sur, en las estribaciones de la Sierra del Teleno, está ocupada por el gran pinar de Tabuyo.
Estos pueblos se han dedicado tradicionalmente a la agricultura y ganadería. Aunque en el último cuarto del siglo XX estas actividades se han ido abandonando con la jubilación de los agricultores. Actualmente solo unos pocos continúan en las labores agrícolas y ganaderas.
La emigración buscando una vida mejor ha sido una constante aquí desde siempre. A finales del siglo XIX y principios del XX a América (Cuba y Argentina sobre todo) y después, desde los años sesenta, a países europeos (Holanda, Suiza, Francia, Alemania) y también a otras partes de España (Madrid, País Vasco)
Actualmente los nuevos establecimientos relacionados con el turismo rural, las labores forestales y los cultivos alternativos, apoyados en actividades más tradicionales como la ganadería, la construcción o la elaboración de embutidos están dando un nuevo dinamismo a la zona.
Por otro lado todo el municipio posee un rico patrimonio histórico. Nos referimos a las antiguas explotaciones de oro romanas, y también a las muestras de arquitectura maragata. Probablemente la conservación del patrimonio natural y arqueológico sea la política más acertada para el futuro.

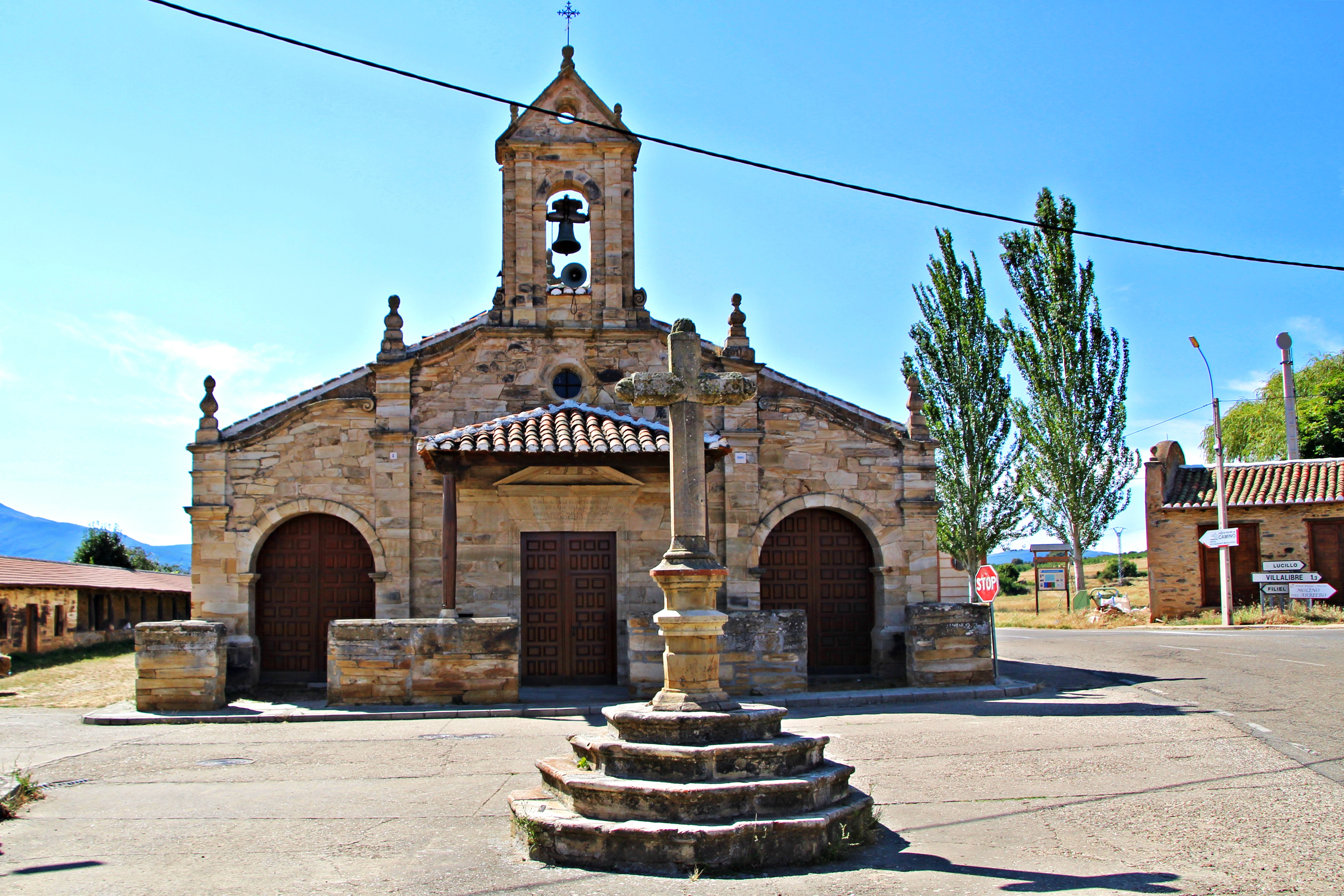
Ermita de Nuestra Señora la Virgen de los Remedios
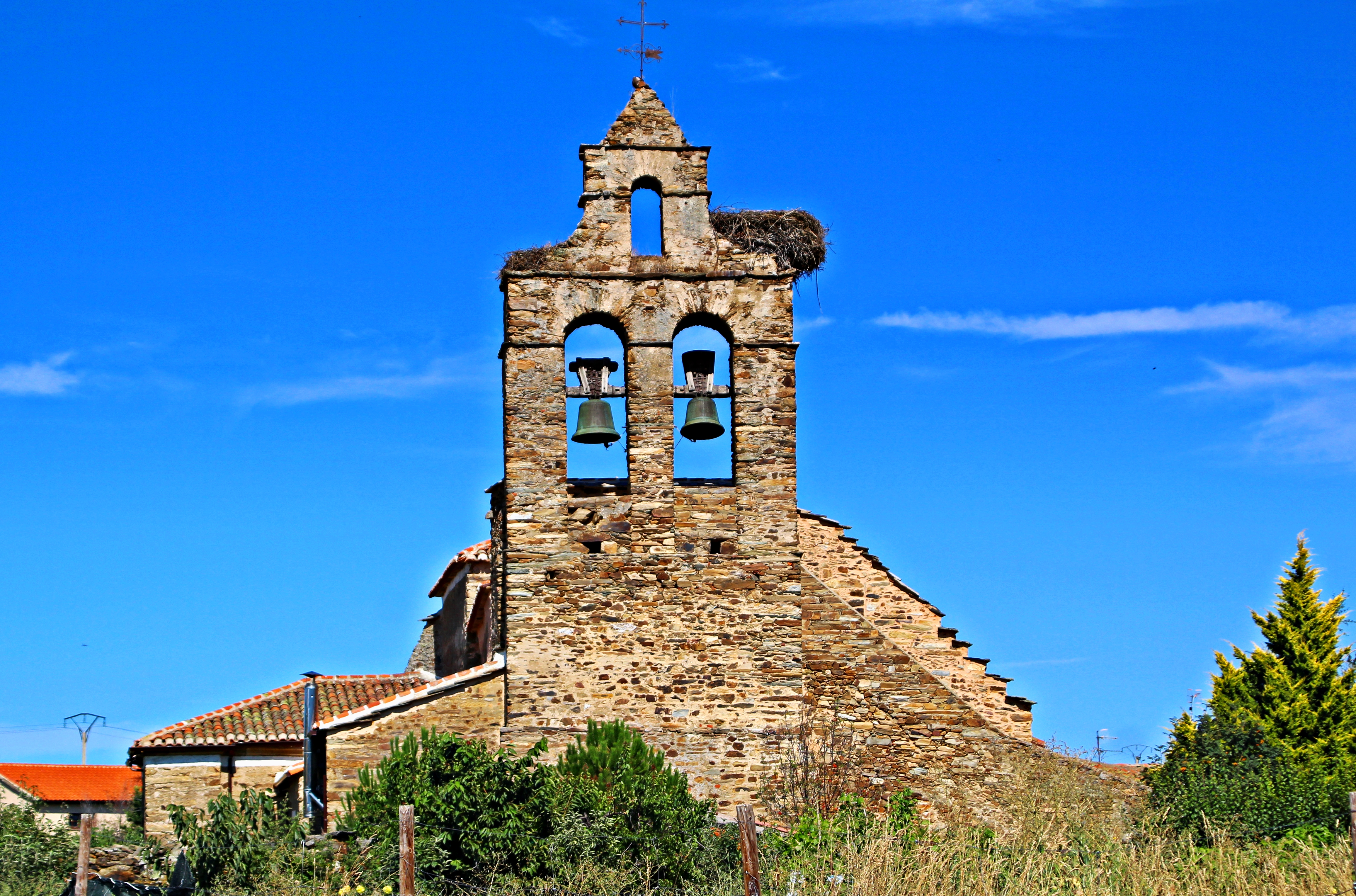
Campanario de la iglesia de San Esteban
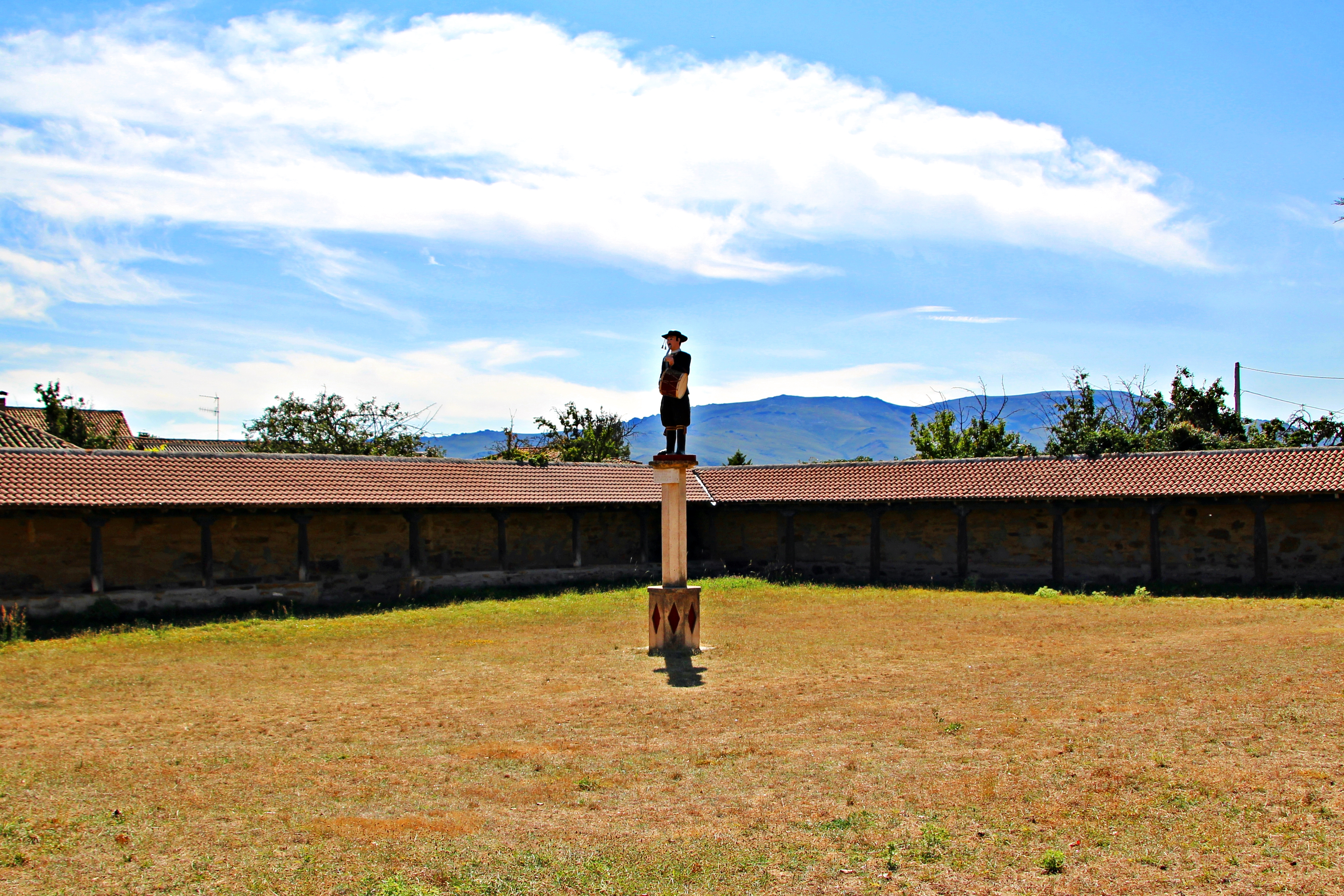
Claustro maragato en Luyego

## Demografía
Cuenta con una población de 554 habitantes (INE 2024).
| Gráfica de evolución demográfica de Luyego entre 1842 y 2021                                                          |
| |
| Población de derecho según los censos de población del INE. Población de hecho según los censos de población del INE. |